# Фобос (космическая программа)
АМС «Фобос» — серия советских автоматических межпланетных станций, предназначенных для исследования Марса и его спутника Фобоса в рамках Международного космического проекта «Фобос». В проекте участвовали учёные 13 стран — Австрии, Болгарии, Венгрии, ГДР, Ирландии, Польши, СССР, Финляндии, Франции, Чехословакии, Швейцарии, Швеции и Европейского космического агентства.
«Фобос» — последняя советская программа изучения Марса и его спутников.
Проект под руководством академика Сагдеева был начат на волне успешного сотрудничества с западными научными организациями в рамках проекта АМС «Вега». Затраты на осуществление со стороны СССР — 272 миллиона рублей, со стороны других стран — 60 миллионов рублей, цена АМС «Фобос-1» и «Фобос-2» — 51 миллион рублей.

## Хронология
- 1983 год — выпуск эскизного проекта АМС 1Ф (Фобос).
- 7 июля 1988 года — запуск АМС «Фобос-1»[4].
- 12 июля 1988 года — запуск АМС «Фобос-2».
- 1 сентября 1988 года — потеря связи с АМС «Фобос-1». Причина — ошибочная команда с Земли, в результате которой возникло отключение рабочего комплекта исполнительных органов системы ориентации, что привело к полету АМС «Фобос-1» в неориентированном относительно Солнца режиме. Восстановить связь не удалось[5].
- 29 января 1989 года — выход АМС «Фобос-2» на орбиту искусственого спутника Марса (ИСМ) с параметрами: апоцентр — 79750 км, перицентр — 850 км, наклонение к плоскости экватора Марса — 1 градус, период обращения — 76,5 часа[6].
- 12 февраля 1989 года — включение автономной двигательной установки (АДУ), в результате АМС «Фобос-2» переведена на орбиту с параметрами: апоцентр — 81200 км, перицентр — 6400 км, наклонение к плоскости экватора Марса — 0,9 градуса, период обращения — 86,5 часа[6].
- 18 февраля 1989 года — включение автономной двигательной установки (АДУ), в результате АМС «Фобос-2» переведена на близкую к круговой орбиту с параметрами: средний радиус — 9670 км, наклонение к плоскости орбиты Фобоса — 0,5 градуса, период обращения — 8 часов. После этого включения АДУ была сброшена[6].
- 27 февраля 1989 года — успешно выполнена геометрическая калибровка видеоспектрометрического комплекса АМС «Фобос-2» по Юпитеру[3].
- 27 марта 1989 года — потеря связи с АМС «Фобос-2». Достоверно причину определить не удалось, предполагается отказ бортового компьютера (ранее неоднократно дававшего сбои).
- 14 апреля 1989 года — прекращены попытки восстановления связи с АМС «Фобос-2»[3].

## Конструкция
Космический аппарат серии 1Ф разработан как унифицированный базовый аппарат для осуществления многоцелевых и разноплановых экспедиций с целью исследования планет и малых тел (комет, астероидов, спутников планет) Солнечной системы. Аппарат может маневрировать в непосредственной близости от поверхности небесных тел, обладающих слабым гравитационным полем.
Аппарат спроектирован так, что его конструкция и состав систем служебной части остаются практически неизменными при смене объекта изучения (Марс, Венера, Луна или другие, в том числе малые, тела). Переоснащения, связанные с изменением цели и научной программы экспедиции, касаются, в основном, запасов топлива, состава отделяемых исследовательских зондов и состава научной аппаратуры. Конструкция аппарата предусматривает возможность размещения на нём, одновременно или выборочно, технических средств дистанционного зондирования (радиолокаторы,
телескопы и т. д.), а также десантируемых исследовательских зондов (спускаемых аппаратов, малых станций, пенетраторов и т. д.).
Космический аппарат состоит из орбитального блока (ОБ) и автономной двигательной установки (АДУ).
Силовым элементом конструкции КА «Фобос» является герметичный тороидальный приборный отсек, к которому снизу пристыкована автономная двигательная установка (АДУ), а сверху — отсек научной аппаратуры (цилиндрический приборный отсек).
В верхней части орбитального блока имеется специальная платформа. На платформе могут быть размещены отделяемые исследовательские зонды. На этой же платформе установлена средненаправленная антенна автономной радиосистемы и может быть размещена научная аппаратура.
На платформе АМС «Фобос-1» и «Фобос-2» размещены отделяемые исследовательские зонды: ДАС (долгоживущая автономная станция; её масса — 67 кг, масса семи научных приборов на ней — 18,1 кг), и ПРОП-ФП (прибор оценки проходимости — Фобос). На этой же платформе размещена научная аппаратура для исследования Солнца и средненаправленная антенна автономной радиосистемы. Отделение АДУ после перехода на орбиту искусственного спутника, близкую к орбите Фобоса, позволяет начать работу ранее закрытой ею и размещенной в тороидальном приборном отсеке служебной и научной аппаратуре, необходимой для сближения с Фобосом и проведения программы его исследований.

## Результаты
По пути к Марсу на «Фобосах» производились наблюдения колебаний Солнца по доплеровским сдвигам линий поглощения в спектре.
21, 27 и 28 февраля 1989 года проведена съёмка Фобоса — получено 38 изображений Фобоса высокого качества с удаления от 300 км до 1100 км, максимальное разрешение составило примерно 40 метров.
С помощью комплекса КРФМ-ИСМ (комбинированный радиометр-спектрофотометр, инфракрасный спектрометр) исследовалась поверхность Марса в инфракрасном и ультрафиолетовом диапазонах: обнаружены неоднородности теплового поля Марса с разрешением до 10 км, установлено, что в самых жарких местах температура поверхности Фобоса — более 300 К, состав поверхности — разбитый реголит, в районе экватора — аномалия яркости в ультрафиолете.
Магнитометры «Магма» и «ФГММ» позволили измерить магнитное поле и установить положение на траектории магнитопаузы и околопланетной волны.
Прибор «Таус» исследовал протоны и альфа-частицы солнечного ветра во время полёта к Марсу и на орбите ИСМ, результат — их трёхмерные спектры и двумерные спектры массивных частиц. Прибор «Эстер» установил стократное увеличение потока частиц в диапазоне 30—300 кэВ, вероятно, составляющих радиационные пояса Марса.
Выполненные исследования Марса, Фобоса и околомарсианского пространства позволили также получить уникальные научные результаты о плазменном окружении Марса — с помощью прибора АПВФ (анализатор плазменных волн), взаимодействии его с солнечным ветром. По величине потока ионов кислорода, покидающих атмосферу Марса, обнаруженных при помощи прибора «Аспера», удалось оценить скорость эрозии атмосферы Марса, вызванной взаимодействием с солнечным ветром.
Основная задача — доставка на поверхность Фобоса спускаемых аппаратов (ПрОП-Ф и ДАС) для изучения спутника Марса — осталась невыполненной.
Связь с КА «Фобос-1» была потеряна на трассе перелёта к Марсу. Связь с КА «Фобос-2» была потеряна после 57 суток полёта на орбите искусственного спутника Марса, за 10-11 суток до завершения программы исследований.

## Проект «Фобос» в филателии
7 июля 1988 года тиражом 3,55 миллиона экземпляров была выпущена многоцветная почтовая марка СССР (ЦФА [АО «Марка»] № 5964) работы художника В. Давыдова с изображением космического аппарата «Фобос», спутника Марса Фобоса и космоса, с текстом «Международный космический проект „Фобос“». Проекту «Фобос» был также посвящён почтовый блок СССР, выпущенный тиражом 1,3 миллиона экземпляров 24 апреля 1989 года (ЦФА [АО «Марка»] № 6066). Выполненный художником Римом Стрельниковым, блок представляет собой многоцветное изображение космического аппарата «Фобос» на фоне планеты Марс, её спутника Фобоса и космоса, с текстом «Международный космический проект „Фобос“».
В 1988 году была выпущена серия из семи марок и блока Кубы, посвящённых Дню космонавтики (Sc #3017-3024), на одной из марок (Sc #3021) изображен космический аппарат «Фобос» в полете на фоне планеты Марс и космоса.
В 1989 году была выпущена серия из пяти марок и блока Демократической Республики Мадагаскар, посвящённых исследованию планеты Марс (Sc #928-933), на почтовом блоке (Sc #933) изображен космический аппарат «Фобос» в полёте между планетой Марс и её спутником Фобосом, с текстом на французском языке «Международная программа „Фобос“» и «Исследование планеты Марс» и номиналом в малагасийских франках и ариари.

## Изображения
- Эмблема проекта (слева в центре) и снимок (слева внизу) Фобоса, сделанный 21.02.1989
- Устройство преобразования информации бортового цифрового вычислительного комплекса системы управления КА «Фобос»